# Кручёная Балка
Кручёная Ба́лка — село в Сальском районе Ростовской области. Административный центр Кручёно-Балковского сельского поселения.

## География
Село расположено на правом берегу реки Средний Егорлык в 17 км к юго-западу от районного центра Сальска.
От областного центра Ростова-на-Дону село находится в 200 км.

### Уличная сеть
Список улиц по справочнику почтовых индексов:
| - ул. Вишневая, - ул. Заречная, - ул. Комсомольская, - ул. Космонавтов, - ул. Ленина, | - ул. Молодёжная, - ул. Победы, - ул. Садовая, - ул. Свободы, - ул. Степная, | - ул. Сухина, - ул. Тихая, - ул. Челнокова, - пер. Партизанский, - пер. Рабочий. |

## История
Основано в 1858 году. В самом раннем архивном источнике — «Сборнике статистических сведений о Ставропольской губернии» за 1869 год указана дата образования отселка Крученая Балка — 1842 год, а инспектор народных училищ А. Твалчрелидзе, в выпущенном им более позднем сборнике по Ставропольскому краю,- указал другую дату. Очевидно, автор не воспользовался ранее обнародованной статистикой, хотя таковой было достаточно. Но возможна и другая версия, что следует различать понятия «первого поселения» и официального признания села.
Перепечатка сведений из книги А. Твалчрелидзе «Ставропольская губерния: в статистическом, географическом, историческом и сельскохозяйственном отношениях», 1897 года:
Село Крученобалковское: «Село расположено на открытой плоскости при реке Средний-Егорлык. Чаще других ветров здесь дует восточный ветер, который производит большие опустошения в полях. 
Хотя село основано и не очень давно, именно в 1858 г., тем не менее у жителей не сохранилось преданий о первоначальном заселении его. Земля, где теперь стоит село, принадлежала казне.»
В 1860 году построена деревянная Михаило-Архангельская церковь. В 1897 году в селе было 2 мануфактурных лавки, 4 бакалейных, 1 мелочная, 1 винный склад, 1 трактир, 5 духанов, 1 водяная мельница, 26 ветряных и 2 маслобойни. В селе имелось две школы: одноклассная Министерства народного просвещения и церковно-приходская школа грамотности. В конце XIX века село Крученая Балка было центром Крученобалковской волости. Достопамятным событием считается холера, бывшая в 1892 году, от которой умерло 5 человек.
В 1911 года население села составило 5 249 человек.
Сальского района в те годы, как самостоятельной административной единицы, не было: часть сел, в том числе и станица Торговая (ныне город Сальск), входили в Сальский округ Донской области с центром в станице Великокняжеской (ныне город Пролетарск), а другая часть сел, в том числе село Крученая Балка, в Медвеженский уезд Ставропольской губернии с центром в селе Медвеженском (ныне станица Красногвардейская), затем Воронцово-Николаевский уезд Ставропольской губернии. В июне 1924 года на основании Постановления Президиума ВЦИК от 2 июня 1924 года Воронцово-Николаевский район (так были переименованы уезды) был переведен из Ставропольской губернии в Сальский округ Юго-Востока России. В 1930 году Постановлением Президиума Северо-Кавказского крайкома округа были упразднены. Воронцово-Николаевский район был переименован в Сальский.
В годы Великой Отечественной войны в июле-августе 1942 года немцы оккупировали село Кручёная Балка. Оккупация продолжалась с 31 июля 1942 года по 22 января 1943 года.
В июне 1942 года в небе над селом выполнял боевое задание лейтенант Челноков. Его учебно-тренировочный самолёт был атакован четырьмя немецкими самолётами. Сражение наблюдали жители села. Челноков посадил горящий самолёт и раненый вылез из кабины.
Воздушный бой длился 20 минут, следовала одна атака за другой, а УТ-1 уходил невредимым из-под огня противника. При очередной атаке произошел глухой удар. После того, как УТ-1 опять выскочил из лощины, его преследовали уже четыре «мессершмитта». Разыгралось самое настоящее побоище. Немцы в упор старались расстрелять безоружный учебно-тренировочный самолёт. При очередном обстреле Челноков был убит. Бойцы батальона аэродромного обслуживания похоронили летчика в селе Кручёная Балка.
Разгром немецко-фашистских войск под Сталинградом в конце 1942 года позволил советским войскам перейти в наступление и в 1943 году освободить село.

## Население
Динамика численности населения
| 1873  | 1909  | 1926  |
| ----- | ----- | ----- |
| 1 572 | 3 952 | 3 646 |

| 1873  | 1883  | 1884  | 1894  | 1897  | 1904  | 1911  |
| ----- | ----- | ----- | ----- | ----- | ----- | ----- |
| 1572  | ↗2025 | ↗2131 | ↗2850 | ↘2278 | ↗3125 | ↗5249 |
| 1926  | 2010  |       |       |       |       |       |
| ↘3646 | ↘1838 |       |       |       |       |       |

### Известные люди
- Горин, Виталий Николаевич — Герой Российской Федерации.
- Захаров, Василий Яковлевич — Герой Советского Союза.
- Мандрыкин, Ефим Иванович — Герой Советского Союза.
- Ремизов, Фёдор Тимофеевич — генерал-лейтенант танковых войск
- Сухотин, Александр Александрович - Гордость села Крученая Балка

## Социальная сфера
в селе Кручёная балка расположены:
- Фельдшерско-акушерский пункт МБУЗ «Центральная районная больница Сальского района» (улица Ленина, 5).
- Средняя общеобразовательная школа № 17 (улица Ленина, 18а).
- Детский сад № 46 «Ромашка» (улица Победы, 30а).
- Сельский Дом Культуры Кручёно-Балковского сельского поселения (Ленина, 20а).

## Достопримечательности
- Памятник воинам, погибшим в годы Великой Отечественной войны и братская могила. Мемориал воинам — освободителям, погибшим при освобождении села и односельчанам, не вернувшимся в годы войны домой расположен в центре села Крученая Балка.

Скульптурная композиция мемориала выполнена из железобетона и гипса. На пьедестале установлены скульптуры двух солдат. солдаты держат над головами венок славы. Высота монумента составляет 5 метров. с двух сторон от памятника на постаментах расположены надгробные мраморные плиты. На плитах написаны имена односельчан, погибших в годы Великой Отечественной войны. На пьедестале памятника высечена надпись: «Никто не забыт — ничто не забыто. 1941—1945».
Памятник был открыт 9 мая 1977 года. В братской могиле похоронено 18 бойцов.
- Памятник неизвестному солдату и братская могила. В парковой зоне села Крученая Балка в 1962 году был установлен памятник неизвестному солдату, представляющий собой скульптуру солдата с автоматом на груди. Правой рукой он опирается на обелиск с венком Славы. На обелиске сделана надпись: «Вечная слава героям, павшим в боях за Родину».

На пьедестале памятника стоит гранитная плита с надписью: «Здесь похоронены воины Советской Армии, погибшие при обороне сел Кручёно—Балковское и Сысоево—Александровское в августе 1942 года. Капитан, летчик Челноков А. П., капитан Тисленко В. П., лейтенант 1 ранга, техник — Гречков В. А., рядовой Драбкин В. М. и 14 неизвестных солдат и сержантов. Вечная слава героям, павшим в боях за освобождение и независимость нашей Родины».
Памятник выполнен из бетона и гипса. Рядом находятся четыре могилы летчиков и братская могила с захоронением 14 неизвестных солдат.